# Lacroix-Barrez
Pour les articles homonymes, voir Lacroix et Barrez.
Lacroix-Barrez [lakʁwa baʁɛs] est une commune française située dans le département de l'Aveyron, en région Occitanie. Elle est située, comme Mur-de-Barrez, dans une région appelée le Barrez, raison pour laquelle ses habitants sont appelés les Crucibarréziens. Cette région faisait partie d'une région plus grande, le Carladez.
Le patrimoine architectural de la commune comprend un immeuble protégé au titre des monuments historiques : le château de Valon, inscrit en 1925.

## Géographie

### Localisation
Située sur le plateau du Barrez à 780 mètres d'altitude, entre les gorges de la Truyère à l'Est et la vallée du Goul au Sud.

### Communes limitrophes
Les communes limitrophes sont  Brommat, Montézic, Murols, Saint-Hippolyte, Saint-Symphorien-de-Thénières et Taussac.
|                 | Taussac        | Brommat                       |
| Murols          | Lacroix-Barrez |                               |
| Saint-Hippolyte | Montézic       | Saint-Symphorien-de-Thénières |

### Hydrographie

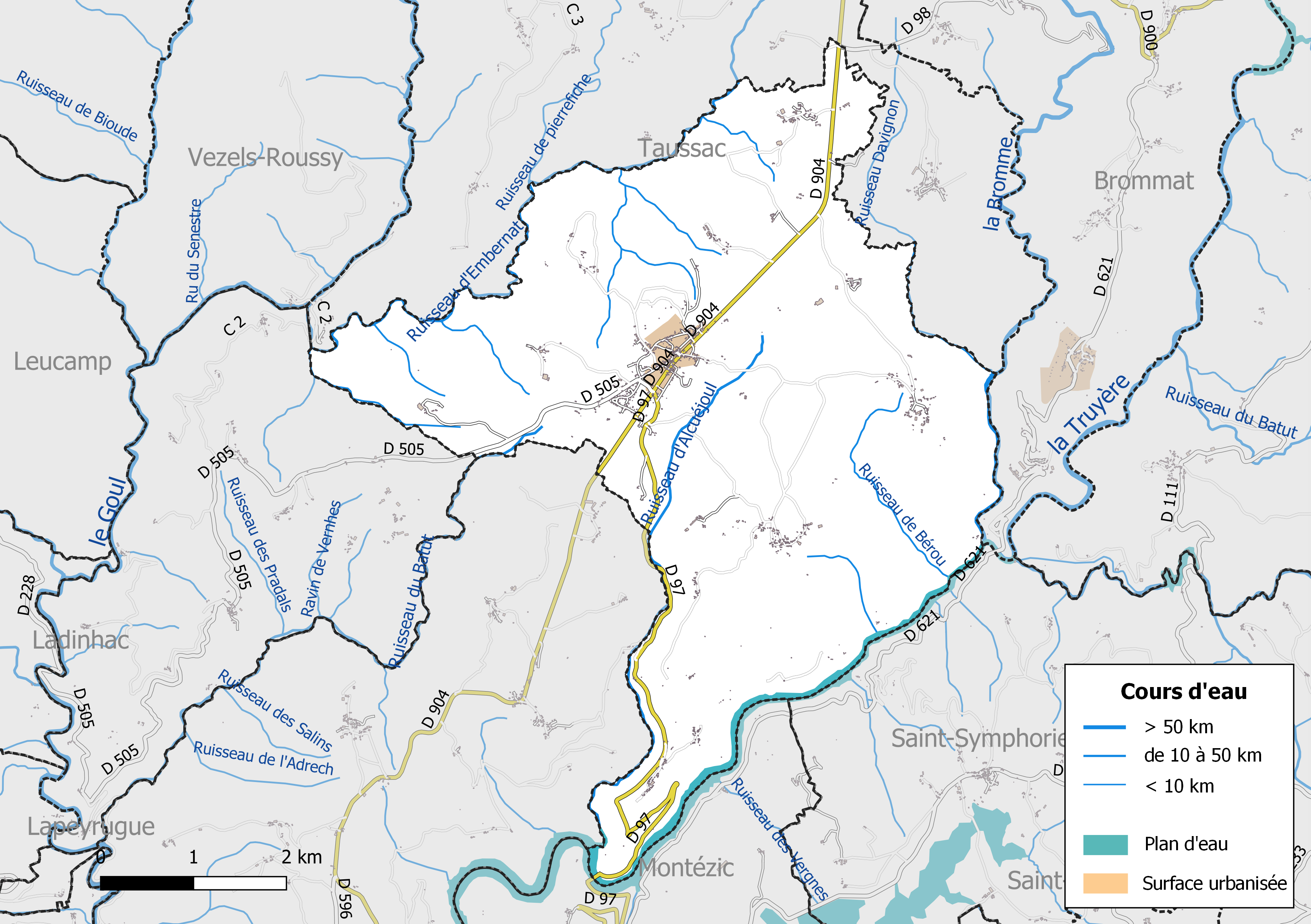
Réseaux hydrographique et routier de Lacroix-Barrez.

La commune est drainée par la Truyère, la Bromme, le ruisseau d'Alcuéjoul, le ruisseau d'Embernat, le ruisseau du Batut et le ravin de Tarlan, le ruisseau d'Augons, le ruisseau Davignon, le ruisseau de Bérou, le ruisseau de Lissat, le ruisseau de Piolade et par divers petits cours d'eau.
La Truyère, d'une longueur totale de 167,2 km, prend sa source dans la commune de Monts-de-Randon (48) et se jette  dans le Lot  à Entraygues-sur-Truyère, après avoir arrosé 39 communes.
La Bromme, d'une longueur totale de 30,3 km, prend sa source dans la commune de Pailherols (15) et se jette  dans la Truyère à Lacroix-Barrez, après avoir arrosé 5 communes.
Le lac de Couesques est un lac de retenue lié au barrage de Couesques. Il s'étend sur 2,40 km2 et 12 km de longueur. Outre les communes de Campouriez et Saint-Hippolyte, la retenue baigne également quatre autres communes : Brommat et Lacroix-Barrez en rive droite, ainsi que  Saint-Gervais et Montézic en rive gauche. Elle est alimentée par la Truyère et son affluent le ruisseau de Gouzou, ainsi que par une trentaine de petits ruisseaux, et sert à alimenter par pompage-turbinage la retenue du barrage de Montézic via la centrale de Montézic.

### Climat
Pour des articles plus généraux, voir Climat de l'Occitanie et Climat de l'Aveyron.
En 2010, le climat de la commune est de type climat de montagne, selon une étude s'appuyant sur une série de données couvrant la période 1971-2000. En 2020, Météo-France publie une typologie des climats de la France métropolitaine dans laquelle la commune est exposée à un climat de montagne et est dans une zone de transition entre les régions climatiques « Ouest et nord-ouest du Massif Central » et « Sud-est du Massif Central »0.
Pour la période 1971-2000, la température annuelle moyenne est de 9,1 °C, avec une amplitude thermique annuelle de 15,4 °C. Le cumul annuel moyen de précipitations est de 1 197 mm, avec 12,2 jours de précipitations en janvier et 7,6 jours en juillet. Pour la période 1991-2020, la température moyenne annuelle observée sur la station météorologique la plus proche, située sur la commune d'Entraygues-sur-Truyère à 16 km à vol d'oiseau, est de 13,3 °C et le cumul annuel moyen de précipitations est de 1 116,3 mm,. Pour l'avenir, les paramètres climatiques de la commune estimés pour 2050 selon différents scénarios d'émission de gaz à effet de serre sont consultables sur un site dédié publié par Météo-France en novembre 2022.

### Milieux naturels et biodiversité

#### Sites Natura 2000

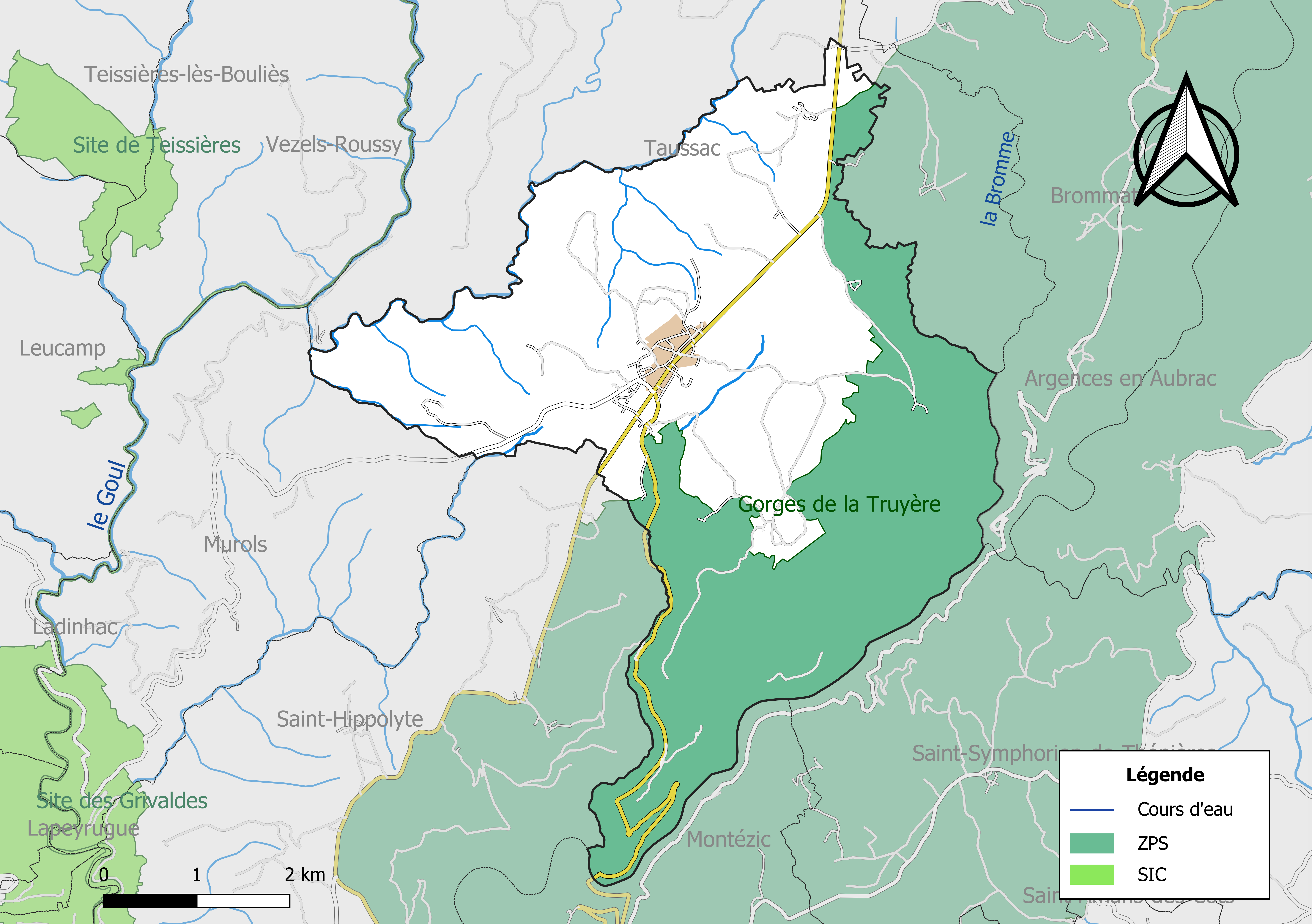
Sites Natura 2000 sur le territoire communal.

Le réseau Natura 2000 est un réseau écologique européen de sites naturels d’intérêt écologique élaboré à partir des Directives « Habitats » et « Oiseaux ». Ce réseau est constitué de Zones spéciales de conservation (ZSC) et de Zones de protection spéciale (ZPS). Dans les zones de ce réseau, les États Membres s'engagent à maintenir dans un état de conservation favorable les types d'habitats et d'espèces concernés, par le biais de mesures réglementaires, administratives ou contractuelles.
Un site Natura 2000 a été défini sur la commune au titre de la « directive Habitats » : 
- La « Haute vallée du Lot entre Espalion et Saint-Laurent-d'Olt et gorges de la Truyère, basse vallée du Lot et le Goul », d'une superficie de 5 653 ha, comprend une partie de la vallée du Lot ainsi que deux de ses affluents : la Truyère et le Goul. Le site est remarquable d'une part du fait de la présence de deux espèces d'intérêt communautaire, la Loutre d'Europe et le Chabot, et de plusieurs habitats aquatiques et forestiers d'intérêts communautaires qui se rapportent aux trois entités paysagères du site[13].

et un  au titre de la « directive Oiseaux » :  
- Les « Gorges de la Truyère », d'une superficie de 16 681 ha, où douze espèces de l'annexe 1 se reproduisent régulièrement sur le site, parmi lesquelles huit espèces de rapaces[14].

#### Zones naturelles d'intérêt écologique, faunistique et floristique
L’inventaire des zones naturelles d'intérêt écologique, faunistique et floristique (ZNIEFF) a pour objectif de réaliser une couverture des zones les plus intéressantes sur le plan écologique, essentiellement dans la perspective d’améliorer la connaissance du patrimoine naturel national et de fournir aux différents décideurs un outil d’aide à la prise en compte de l’environnement dans l’aménagement du territoire.
Le territoire communal de Lacroix-Barrez comprend deux ZNIEFF de type 1,, 
les « Gorges de la Truyère de Rueyres au trébuc » (2 494 ha), couvrant 7 communes du département
et les « Rivières de la Truyère et du Goul » (714,8 ha), couvrant 11 communes dont 9 dans l'Aveyron et 2 dans le Cantal
et une ZNIEFF de type 2,, 
la « Vallée de la Truyère, du Goul et de la Bromme » (8 876 ha), qui s'étend sur 18 communes dont 12 dans l'Aveyron et 6 dans le Cantal.

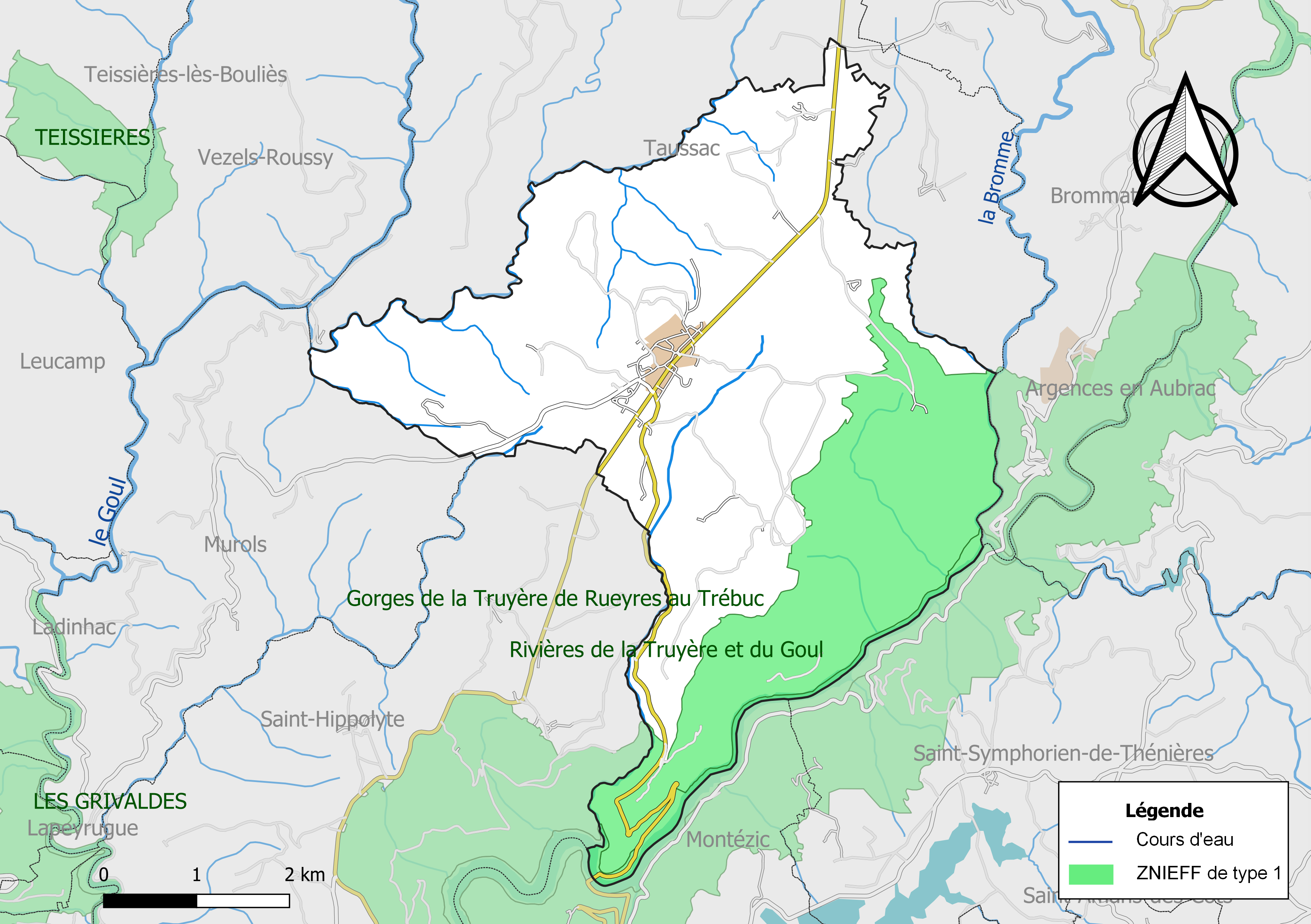
Carte des ZNIEFF de type 1 de la commune.
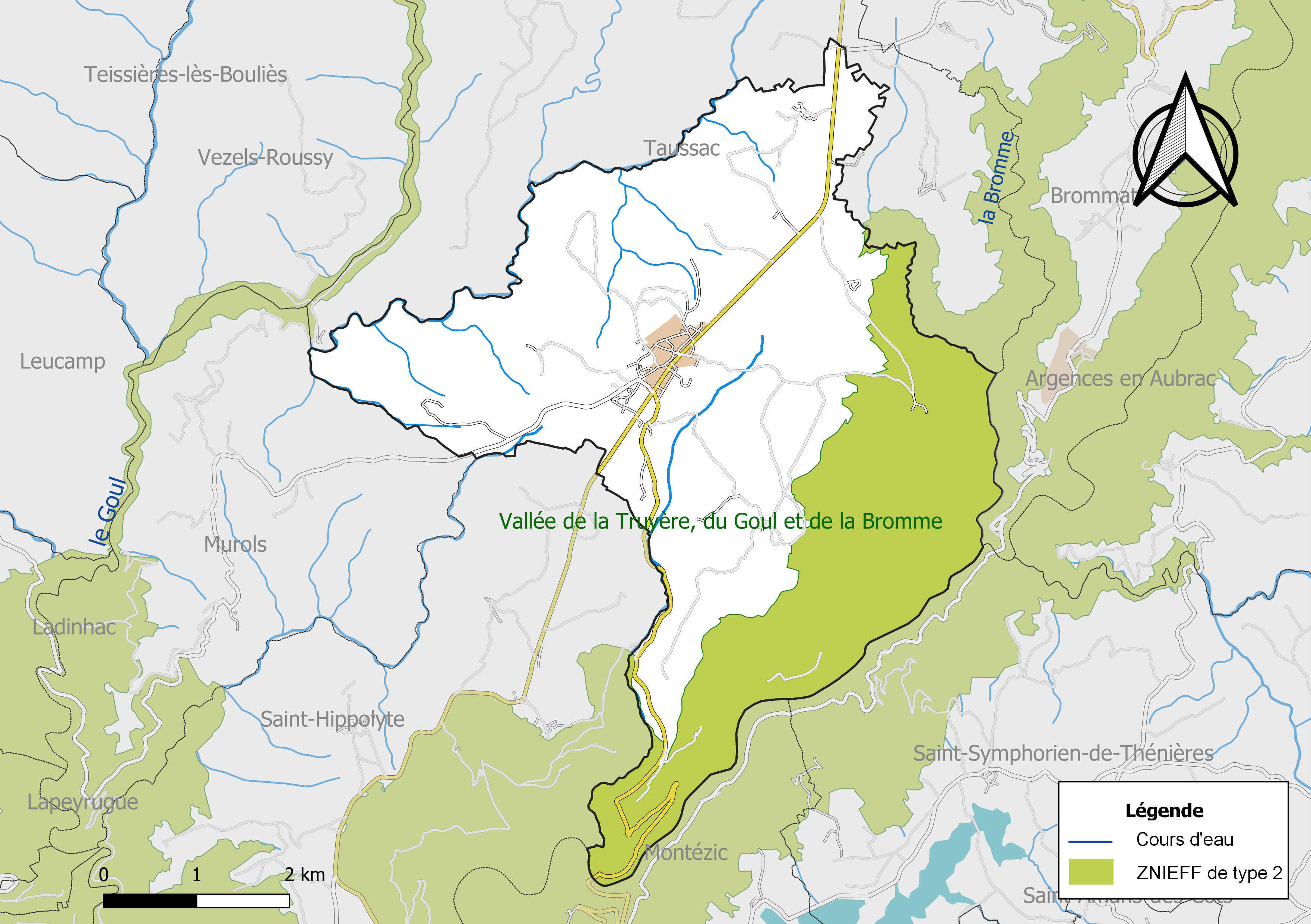
Carte de la ZNIEFF de type 2 de la commune.

## Urbanisme

### Typologie
Au 1er janvier 2024, Lacroix-Barrez est catégorisée commune rurale à habitat très dispersé, selon la nouvelle grille communale de densité à 7 niveaux définie par l'Insee en 2022.
Elle est située hors unité urbaine et hors attraction des villes,.

### Occupation des sols

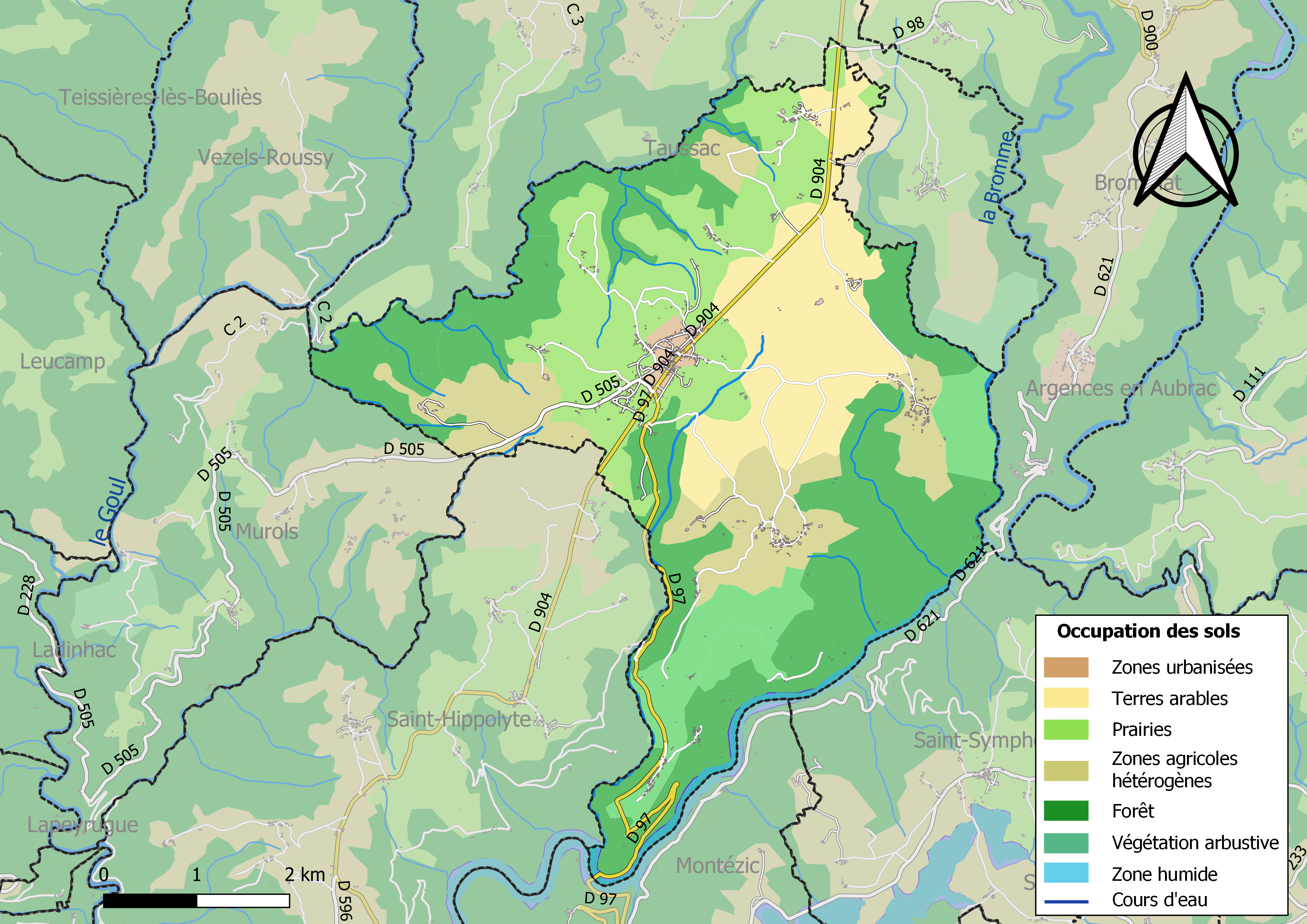
Infrastructures et occupation des sols de la commune de Lacroix-Barrez.

L'occupation des sols de la commune, telle qu'elle ressort de la base de données européenne d’occupation biophysique des sols Corine Land Cover (CLC), est marquée par l'importance des territoires agricoles (51,6 % en 2018), une proportion sensiblement équivalente à celle de 1990 (52 %). La répartition détaillée en 2018 est la suivante : 
forêts (37,4 %), prairies (20,5 %), terres arables (16,8 %), zones agricoles hétérogènes (14,3 %), milieux à végétation arbustive et/ou herbacée (8,4 %), zones urbanisées (1,6 %), eaux continentales (1 %).

### Planification
La commune, en 2017, avait engagé l'élaboration d'un plan local d'urbanisme.

### Risques majeurs
Le territoire de la commune de Lacroix-Barrez est vulnérable à différents aléas naturels : climatiques (hiver exceptionnel ou canicule), feux de forêts et séisme (sismicité faible).
Il est également exposé à deux risques technologiques, le transport de matières dangereuses et la rupture d'un barrage, et à deux risques particuliers, les risques radon et minier,.

#### Risques naturels
Le Plan départemental de protection des forêts contre les incendies découpe le département de l’Aveyron en sept « bassins de risque » et définit une sensibilité des communes à l’aléa feux de forêt (de faible à très forte). La commune est classée en sensibilité faible.
Les mouvements de terrains susceptibles de se produire sur la commune sont liés au retrait-gonflement des argiles, conséquence d'un changement d'humidité des sols argileux. Les argiles sont capables de fixer l'eau disponible mais aussi de la perdre en se rétractant en cas de sécheresse. Ce phénomène peut provoquer des dégâts très importants sur les constructions (fissures, déformations des ouvertures) pouvant rendre inhabitables certains locaux. La carte de zonage de cet aléa peut être consultée sur le site de l'observatoire national des risques naturels Georisques

#### Risques technologiques
Le risque de transport de matières dangereuses sur la commune est lié à sa traversée par une route à fort trafic. Un accident se produisant sur une telle infrastructure est en effet susceptible d’avoir des effets graves au bâti ou aux personnes jusqu’à 350 m, selon la nature du matériau transporté. Des dispositions d’urbanisme peuvent être préconisées en conséquence.
Dans le département de l'Aveyron on dénombre huit grands barrages susceptibles d’occasionner des dégâts en cas de rupture. La commune fait partie des 64 communes susceptibles d’être touchées par l’onde de submersion consécutive à la rupture d’un de ces barrages.

#### Risques particuliers
La commune est concernée par le risque minier, principalement lié à l’évolution des cavités souterraines laissées à l’abandon et sans entretien après l’exploitation des mines.
Dans plusieurs parties du territoire national, le radon, accumulé dans certains logements ou autres locaux, peut constituer une source significative d’exposition de la population aux rayonnements ionisants. Toutes les communes du département sont concernées par le risque radon à un niveau plus ou moins élevé. Selon le dossier départemental des risques majeurs du département établi en 2013, la commune de Lacroix-Barrez est classée à risque moyen à élevé. Un décret du 4 juin 2018 a modifié la terminologie du zonage définie dans le code de la santé publique et a été complété par un arrêté du 27 juin 2018 portant délimitation des zones à potentiel radon du territoire français. La commune est désormais en zone 3, à savoir zone à potentiel radon significatif.

## Histoire
La commune de Lacroix-Barrez fut formée pendant la période de la Révolution française par la réunion des anciennes communautés et paroisses de Lacroix, de Bars, de Murols de Valcaylès et de Valon sous le nom de Lacroix. L'ancienne communauté de Valcaylès (Valcaires) fut détachée en 1829 pour être réunie à Taussac. En 1904, la majeure partie de l'ancienne communauté et paroisse de Murols fut érigée en commune. Le nom de Lacroix-Barrez fut officiellement donné le 2 mars 1958 à la commune. Le village de Lacroix s'est développé au cours de l'histoire comme carrefour routier et chef-lieu paroissial. Le village de Bars, également chef-lieu paroissial fut important au haut Moyen Âge, mais les deux lieux s'effacèrent sous la domination de Mur-de-Barrez. Enfin le hameau actuel de Valon était également le siège d'une petite paroisse, mais aussi d'un magnifique château fort qui contrôlait un passage de la Truyère, et qui reste le lieu le plus remarquable de la commune en matière de patrimoine.

### Ancienne viguerie de Bars
Lacroix-Barrez s'appelait en 1250 La Croix de Bars, du nom de l'ancienne viguerie carolingienne établie sur le territoire de la commune qui a donné son nom au Barrez et relevant des vicomtes de Carlat. Le village de Bars est situé à l'extrémité d'un plateau rocheux, avec son église qui est sous l'invocation de Sainte Geneviève. Le prieuré de Bar était en 1200 dans la mouvance de l'abbaye de Conques. La paroisse de Bar est mentionnée en 1267 dans le Livre de l'Épervier (livre fiscal de Rodez) comme comportant 500 feux.

### Prieuré de La Croix
Pierre, du lieu de La Croix-Barrez, est cité en 1251. La paroisse de Lacroix-Barrès existaient en 1287 puisqu'elle est cité pour la première fois dans un hommage rendu par l'un des coseigneurs de Murat-Lagasse à l'évêque de Clermont. En 1304, on apprend par un accord passé entre Henri II, vicomte de Carlat et Guirbert de Telheto, religieux et prieur de Lacroix-Barrez, que celle-ci dépendait de l'abbaye de la Chaise-Dieu. L'église paroissiale est toujours dédiée à son fondateur, saint Robert qui était issu des seigneurs de Turlande. Cette charte fixe le partage entre la haute justice du vicomte et celle du prieur qui a une fonction criminelle ainsi que le privilège et la police de plusieurs foires locales. En, 1669, le Prince de Monaco, devenu comte de Carladès, et le prieur de Lacroix entrèrent en conflit, chacun revendiquant la haute justice et le péage. En effet, de 1667 à 1791, le Carladez dépendait de la Maison de Monaco à la suite du don que leur avait fait Louis XIII pour récompenser leur fidélité et leur aide lors des guerres d'Italie.

### Période contemporaine
En 1829, elle incorpore les anciennes communes de Bars, Murols et Valon. Murols retrouve son autonomie en 1904.

## Politique et administration

### Découpage territorial
La commune de Lacroix-Barrez est membre de la communauté de communes Aubrac, Carladez et Viadène, un établissement public de coopération intercommunale (EPCI) à fiscalité propre créé le 1er janvier 2017 dont le siège est à Laguiole. Ce dernier est par ailleurs membre d'autres groupements intercommunaux.
Sur le plan administratif, elle est rattachée à l'arrondissement de Rodez, au département de l'Aveyron et à la région Occitanie. Sur le plan électoral, elle dépend du  canton d'Aubrac et Carladez pour l'élection des conseillers départementaux, depuis le redécoupage cantonal de 2014 entré en vigueur en 2015, et de la première circonscription de l'Aveyron  pour les élections législatives, depuis le dernier découpage électoral de 2010.

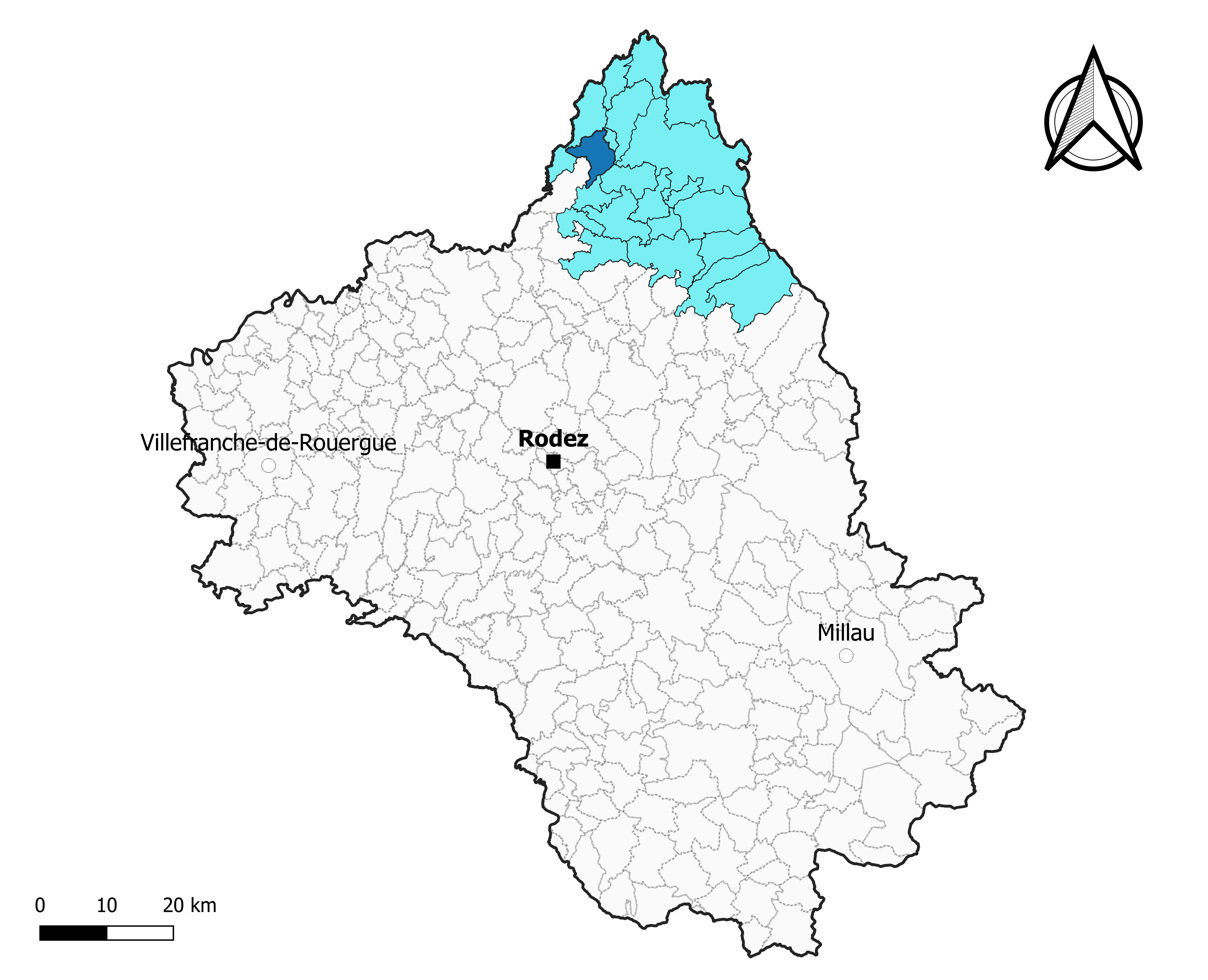
Lacroix-Barrez dans l'intercommunalité en 2020[Note 3].
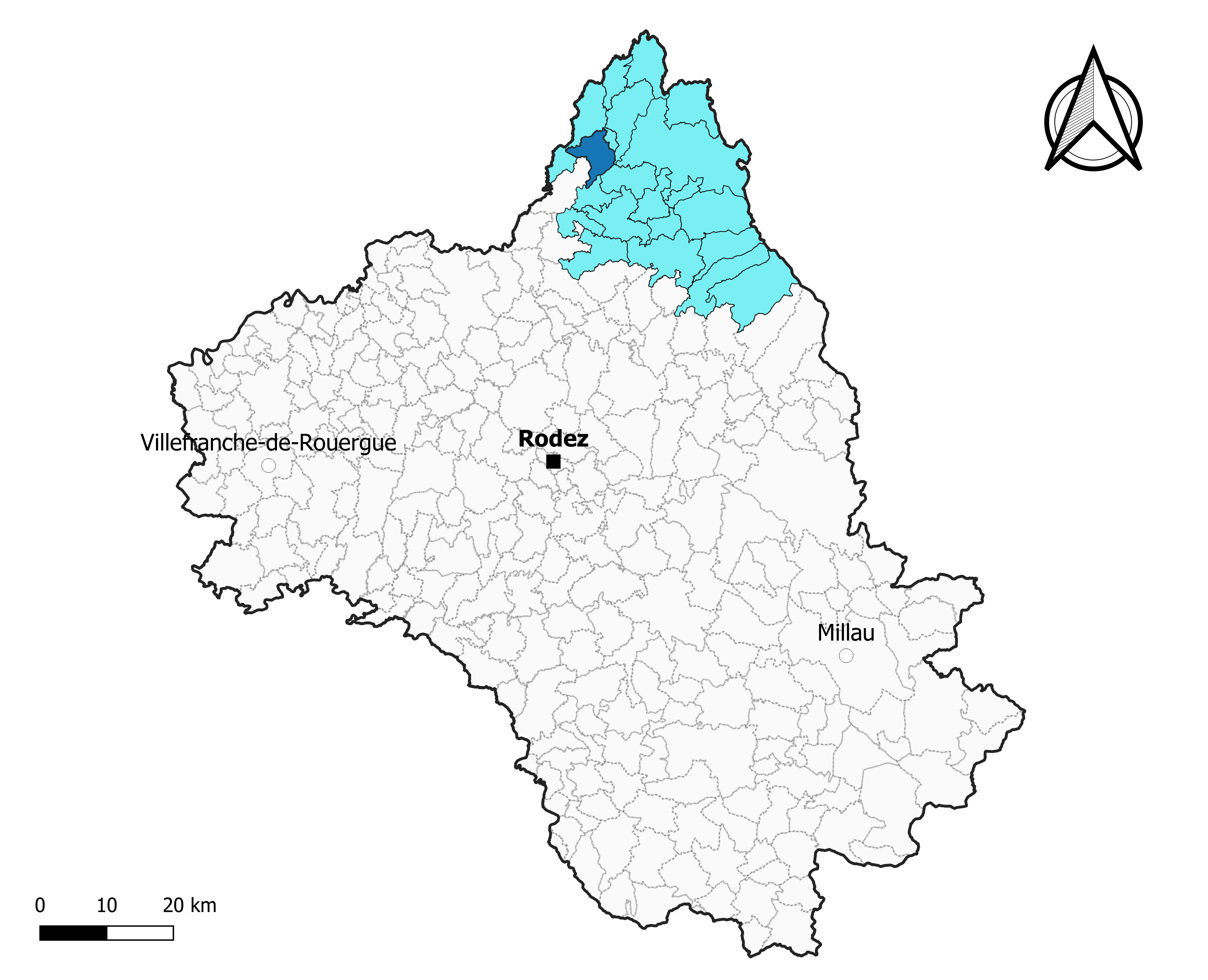
Lacroix-Barrez dans le canton d'Aubrac et Carladez en 2020.
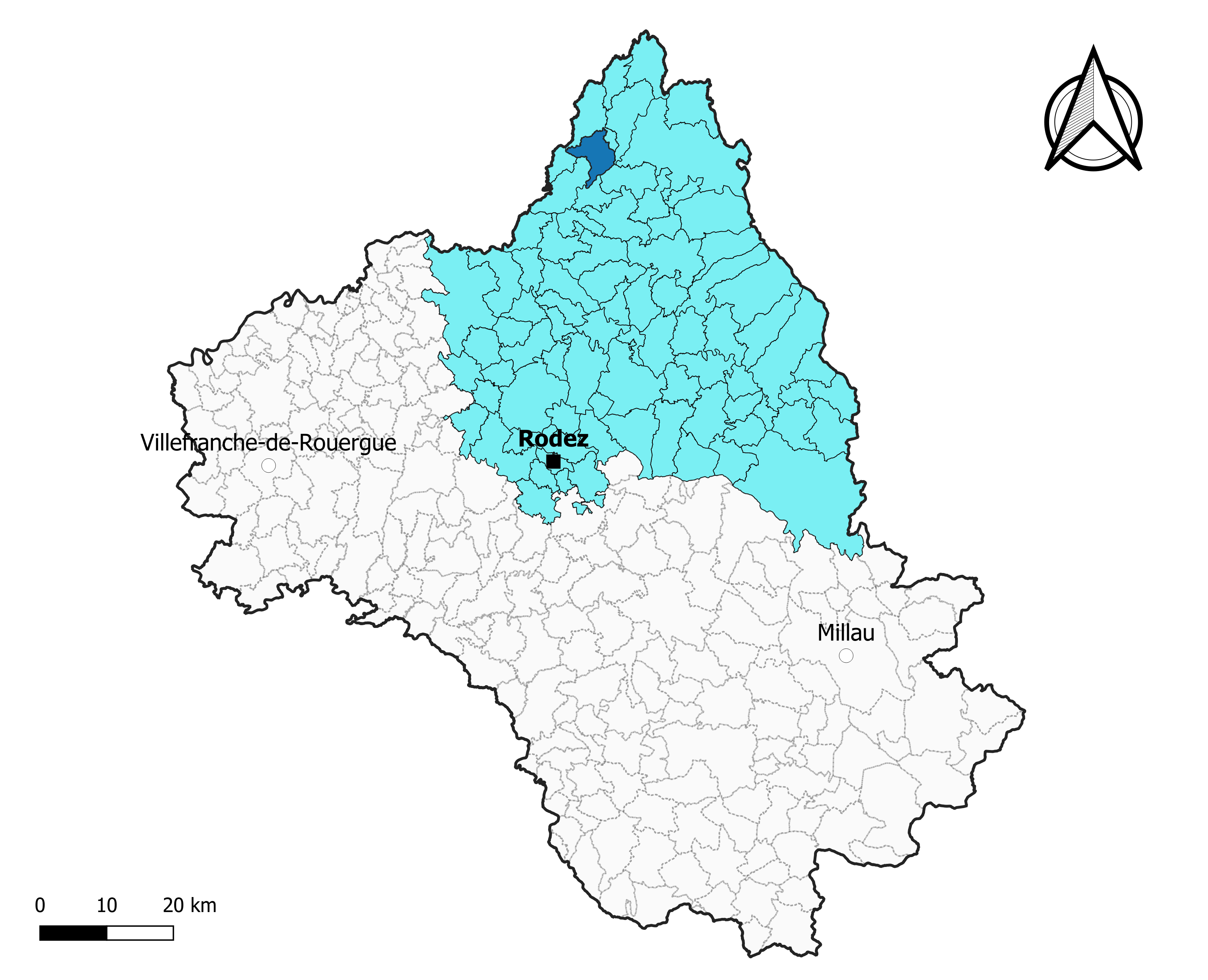
Lacroix-Barrez dans l'arrondissement de Rodez en 2020.

### Élections municipales et communautaires

#### Élections de 2020
Le conseil municipal de Lacroix-Barrez, commune de moins de 1 000 habitants, est élu au scrutin majoritaire plurinominal à deux tours avec candidatures isolées ou groupées et possibilité de panachage. Compte tenu de la population communale, le nombre de sièges à pourvoir lors des élections municipales de 2020 est de 15. Sur les dix-huit candidats en lice, quinze sont élus dès le premier tour, le 15 mars 2020, correspondant à la totalité des sièges à pourvoir, avec un taux de participation de 48,05 %.
Jean Delmas est élu nouveau maire de la commune le 26 mai 2020.
Dans les communes de moins de 1 000 habitants, les conseillers communautaires sont désignés parmi les conseillers municipaux élus en suivant l’ordre du tableau (maire, adjoints puis conseillers municipaux) et dans la limite du nombre de sièges attribués à la commune au sein du conseil communautaire. Un siège est attribué à la commune au sein de la communauté de communes Aubrac, Carladez et Viadène.

#### Liste des maires
| Période                                  | Période  | Identité       | Étiquette | Qualité                                               |
| ---------------------------------------- | -------- | -------------- | --------- | ----------------------------------------------------- |
| Les données manquantes sont à compléter. |          |                |           |                                                       |
| 1947                                     | ?        | Robert Laurens | CNIP      | Agriculteur, député (1951-1955), sénateur (1956-1971) |
|                                          |          |                |           |                                                       |
| mars 2008                                | mai 2020 | Louis Boyer    |           | Retraité de la fonction publique                      |
| mai 2020                                 | en cours | Jean Delmas,   |           | Ancien agriculteur exploitant                         |
| Les données manquantes sont à compléter. |          |                |           |                                                       |

## Démographie
L'évolution du nombre d'habitants est connue à travers les recensements de la population effectués dans la commune depuis 1793. Pour les communes de moins de 10 000 habitants, une enquête de recensement portant sur toute la population est réalisée tous les cinq ans, les populations de référence des années intermédiaires étant quant à elles estimées par interpolation ou extrapolation. Pour la commune, le premier recensement exhaustif entrant dans le cadre du nouveau dispositif a été réalisé en 2006.

En 2022, la commune comptait 531 habitants, en évolution de +5,78 % par rapport à 2016 (Aveyron : +0,37 %, France hors Mayotte : +2,11 %).
| 1793 | 1800 | 1806  | 1821  | 1831  | 1836  | 1841  | 1846  | 1851  |
| ---- | ---- | ----- | ----- | ----- | ----- | ----- | ----- | ----- |
| 320  | 296  | 1 578 | 1 569 | 1 771 | 1 789 | 1 880 | 1 900 | 1 827 |

| 1856  | 1861  | 1866  | 1872  | 1876  | 1881  | 1886  | 1891  | 1896  |
| ----- | ----- | ----- | ----- | ----- | ----- | ----- | ----- | ----- |
| 1 712 | 1 730 | 1 546 | 1 749 | 1 710 | 1 804 | 1 763 | 1 720 | 1 662 |

| 1901  | 1906  | 1911 | 1921 | 1926 | 1931 | 1936 | 1946 | 1954 |
| ----- | ----- | ---- | ---- | ---- | ---- | ---- | ---- | ---- |
| 1 541 | 1 004 | 959  | 919  | 902  | 871  | 902  | 796  | 761  |

| 1962 | 1968 | 1975 | 1982 | 1990 | 1999 | 2006 | 2011 | 2016 |
| ---- | ---- | ---- | ---- | ---- | ---- | ---- | ---- | ---- |
| 733  | 662  | 613  | 632  | 574  | 550  | 527  | 475  | 502  |

| 2021 | 2022 | - | - | - | - | - | - | - |
| ---- | ---- | - | - | - | - | - | - | - |
| 528  | 531  | - | - | - | - | - | - | - |

## Économie

### Revenus
En 2018  (données Insee publiées en septembre 2021), la commune compte 240 ménages fiscaux, regroupant 456 personnes. La médiane du revenu disponible par unité de consommation est de 19 120 € (20 640 € dans le département).

### Emploi
| Division       | 2008  | 2013  | 2018  |
| -------------- | ----- | ----- | ----- |
| Commune        | 4,2 % | 3,6 % | 4,6 % |
| Département    | 5,4 % | 7,1 % | 7,1 % |
| France entière | 8,3 % | 10 %  | 10 %  |

En 2018, la population âgée de 15 à 64 ans s'élève à 271 personnes, parmi lesquelles on compte 75,3 % d'actifs (70,7 % ayant un emploi et 4,6 % de chômeurs) et 24,7 % d'inactifs,. Depuis 2008, le taux de chômage communal (au sens du recensement) des 15-64 ans est inférieur à celui de la France et du département.
La commune est hors attraction des villes,. Elle compte 117 emplois en 2018, contre 124 en 2013 et 119 en 2008. Le nombre d'actifs ayant un emploi résidant dans la commune est de 193, soit un indicateur de concentration d'emploi de 60,8 % et un taux d'activité parmi les 15 ans ou plus de 45,2 %.
Sur ces 193 actifs de 15 ans ou plus ayant un emploi, 82 travaillent dans la commune, soit 42 % des habitants. Pour se rendre au travail, 78 % des habitants utilisent un véhicule personnel ou de fonction à quatre roues, 11,3 % s'y rendent en deux-roues, à vélo ou à pied et 10,7 % n'ont pas besoin de transport (travail au domicile).

### Activités hors agriculture
41 établissements sont implantés  à Lacroix-Barrez au 31 décembre 2019. Le tableau ci-dessous en détaille le nombre par secteur d'activité et compare les ratios avec ceux du département,.
| Secteur d'activité                                                                                        | Commune | Commune | Département |
| Secteur d'activité                                                                                        | Nombre  | %       | %           |
| --- | ------- | ------- | ----------- |
| Ensemble                                                                                                  | 41      |         |             |
| Industrie manufacturière, industries extractives et autres                                                | 5       | 12,2 %  | (17,7 %)    |
| Construction                                                                                              | 8       | 19,5 %  | (13 %)      |
| Commerce de gros et de détail, transports, hébergement et restauration                                    | 12      | 29,3 %  | (27,5 %)    |
| Activités immobilières                                                                                    | 2       | 4,9 %   | (4,2 %)     |
| Activités spécialisées, scientifiques et techniques et activités de services administratifs et de soutien | 5       | 12,2 %  | (12,4 %)    |
| Administration publique, enseignement, santé humaine et action sociale                                    | 3       | 7,3 %   | (12,7 %)    |
| Autres activités de services                                                                              | 6       | 14,6 %  | (7,8 %)     |

Le secteur du commerce de gros et de détail, des transports, de l'hébergement et de la restauration est prépondérant sur la commune puisqu'il représente 29,3 % du nombre total d'établissements de la commune (12 sur les 41 entreprises implantées  à Lacroix-Barrez), contre 27,5 % au niveau départemental.

### Agriculture
La commune est dans la « Viadène et vallée du Lot », une petite région agricole occupant le nord-ouest du département de l'Aveyron. En 2020, l'orientation technico-économique de l'agriculture  sur la commune est l'élevage bovin, orientation mixte lait et viande.
|               | 1988  | 2000  | 2010  | 2020  |
| ------------- | ----- | ----- | ----- | ----- |
| Exploitations | 51    | 31    | 26    | 24    |
| SAU (ha)      | 1 332 | 1 454 | 1 503 | 1 577 |

Le nombre d'exploitations agricoles en activité et ayant leur siège dans la commune est passé de 51 lors du recensement agricole de 1988  à 31 en 2000 puis à 26 en 2010 et enfin à 24 en 2020, soit une baisse de 53 % en 32 ans. Le même mouvement est observé à l'échelle du département qui a perdu pendant cette période 51 % de ses exploitations,. La surface agricole utilisée sur la commune a quant à elle augmenté, passant de 1 332 ha en 1988 à 1 577 ha en 2020. Parallèlement la surface agricole utilisée moyenne par exploitation a augmenté, passant de 26 à 66 ha.

## Culture locale et patrimoine

### Lieux et monuments

#### Patrimoine civil
Le Château de Valon  Inscrit MH (1925) fut bâti à partir du XIIe siècle, la seigneurie de Valon dépendait de la châtellenie de Mur-de-Barrez, et cette dernière de la vicomté de Carlat. Pris et occupé plusieurs fois, par les calvinistes, les Anglais, les Routiers (brigands), il est devenu la propriété de la Communauté de communes de Carladez qui le remet progressivement en valeur.

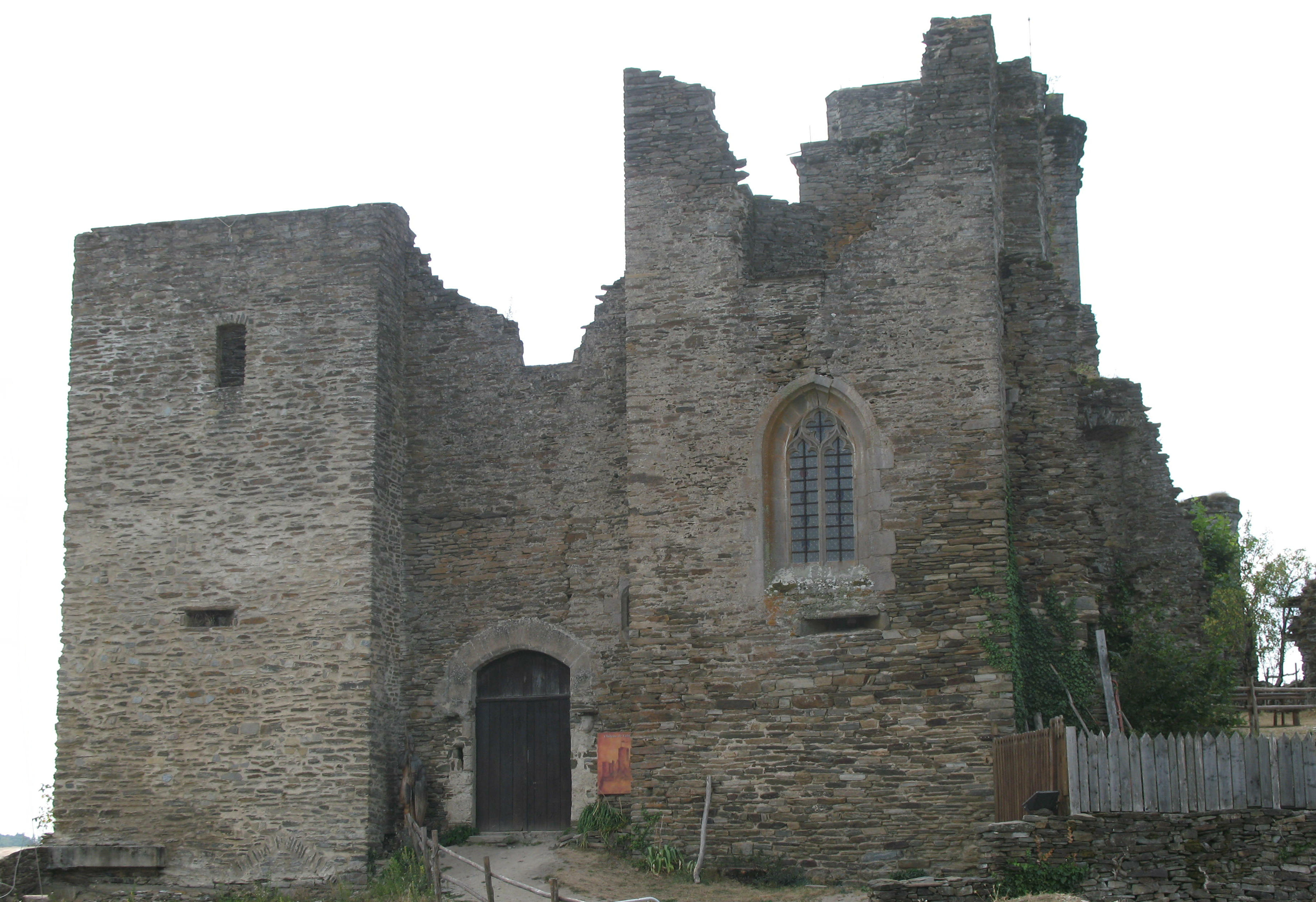
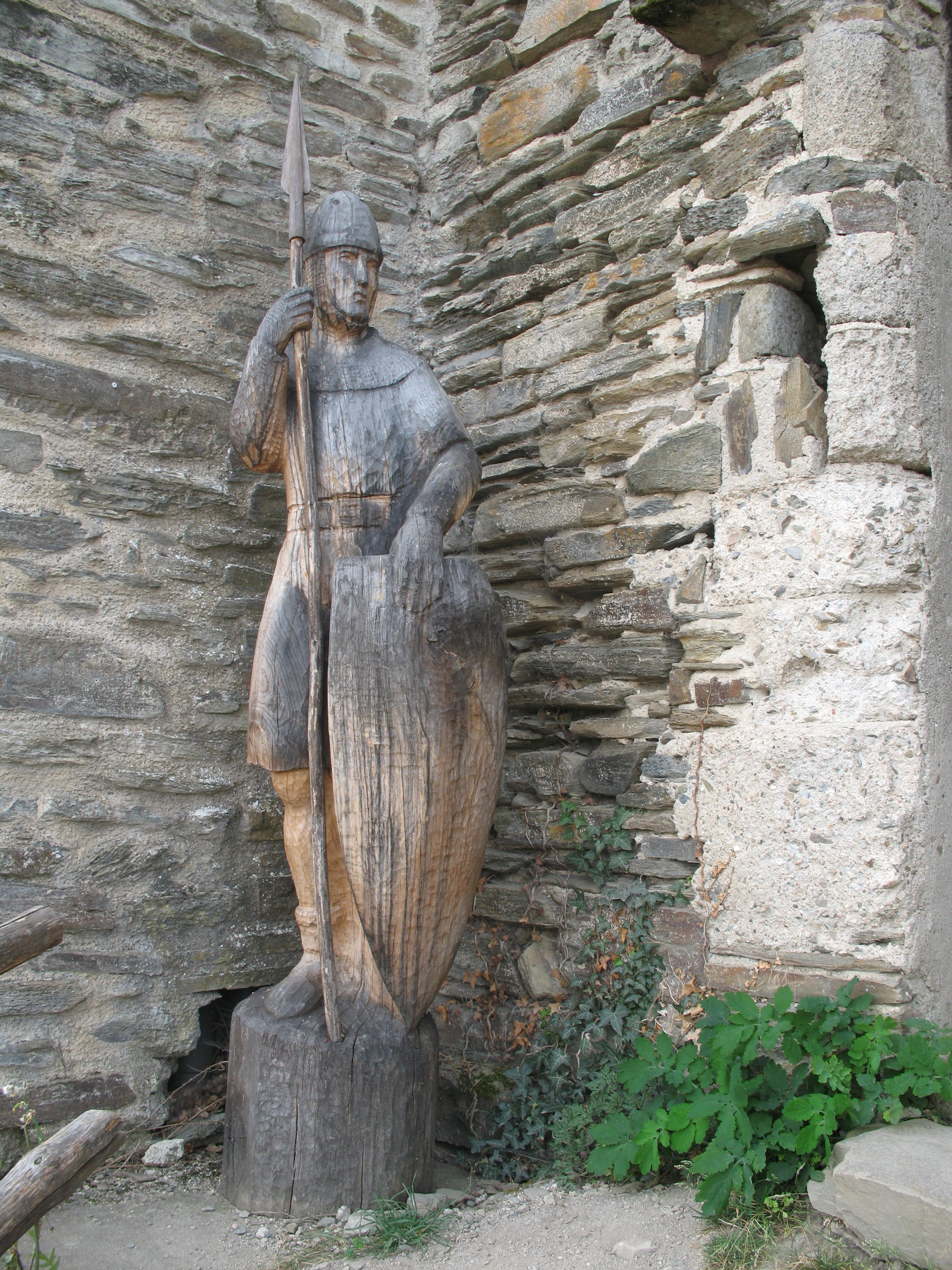
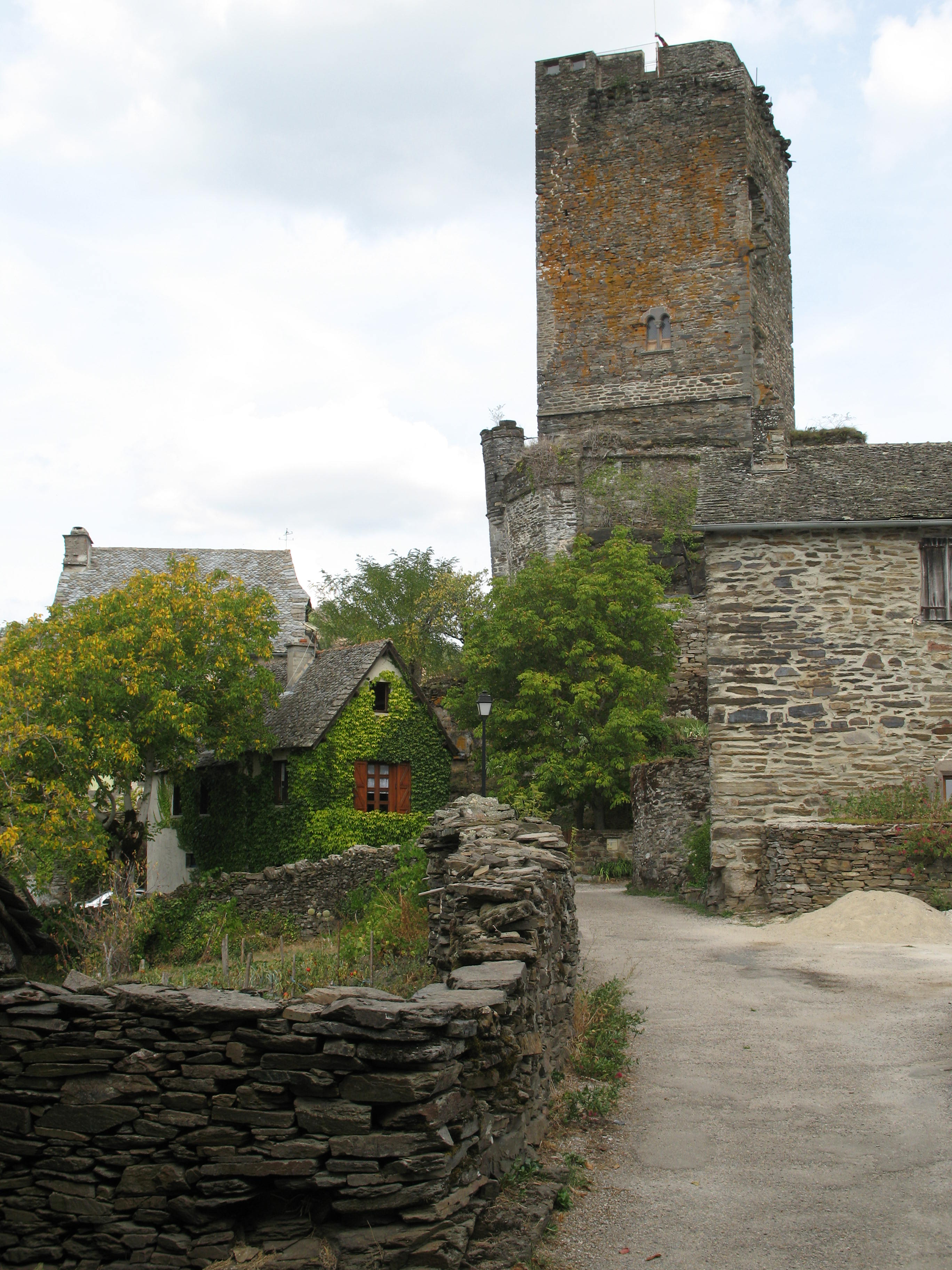

#### Patrimoine religieux
- Église Saint-Robert de Lacroix-Barrez XXe siècle, dans sa crypte se situe le musée du cardinal Verdier (il regroupe des effets personnels, des souvenirs, des habits sacerdotaux).
- Églises : Bars XVe siècle, Fraysse XIXe siècle.
- Chapelle castrale de Valon XVe siècle.
- Chapelle de la Capelote (Route de Mur de Barrez, XIXe siècle).

### Personnalités liées à la commune
- Jean Verdier, archevêque de Paris, cardinal, y est né en 1864.
- Famille Laurens